# David Kitay
David Kitay (ur. 23 października 1961 w Los Angeles) – amerykański kompozytor filmowy, znany również jako D. Kitay lub Hidden Faces. Zdobywca pięciu nagród BMI Film Music Award, które przyznano mu kolejno w latach: 1990, 1995, 1997, 1998, 2001. Muzykę filmową zaczął komponować już pod koniec lat osiemdziesiątych. Pierwotnie tworzył dla telewizji, z czasem na potrzeby filmów kinowych. Najpopularniejsze filmy, do których komponował to: Straszny film (Scary Movie, 2000), Ghost World (2001), I kto to mówi (Look Who's Talking, 1989), Szalona impreza (Can't Hardly Wait, 1998), Stary, gdzie moja bryka? (Dude, Where's My Car?, 2000).